# Acleris tunicatana
Acleris tunicatana (лат.) — вид бабочек из семейства листовёрток. Распространён на островах Сикоку и Хонсю (Япония). Бабочек можно наблюдать в октябре. Размах крыльев 19—24 мм. Прикорневая половина передних крыльев тёмно-бурая или чёрно-бурая, значительно темнее внешнего поля.